# Либеральная партия Швейцарии
Либеральная партия Швейцарии (нем. Liberale Partei der Schweiz, фр. Parti libéral suisse, итал. Partito liberale svizzero, романш. Partida liberala svizra) была политической партией в Швейцарии, которая придерживалась экономического либерального курса и считалась партией высших классов.
Была основана 8 октября 1913 года выходцами из Свободной демократической партии Швейцарии, с которой в итоге объединилась на федеральном уровне 1 января 2009 года, создав Свободную демократическую партию. Либералы.

## История
На федеральных выборах 2003 года у партии был совместный список с Свободной демократической партией. Партия была младшим партнером фракции, набрав всего 2,2% голосов по сравнению с 17,3% у СВДП. Однако в своих опорных пунктах в кантонах Романдия и Базель-Сити они добились особого успеха. Их лучший результат был в Женеве, где они получили 16,8% голосов. Она получила 4 места (из 200) в Национальном совете Швейцарии, но не была представлена ни во второй палате, ни в Федеральном совете Швейцарии, правительственном кабинете.
После выборов либералы и СВДП основали общую группу в Федеральном собрании. В июне 2005 года они укрепили свое сотрудничество, основав Союз радикалов и либералов. Они окончательно объединились 1 января 2009 года со Свободной демократической партией Швейцарии, образовав "СВДП.Либералы".